# LZ78
Az LZ78 veszteségmentes tömörítőalgoritmus, amit Abraham Lempel és Jacob Ziv publikált 1978-ban. Az algoritmus az egy évvel korábban megjelent LZ77-en alapul, amit szintén a Lempel-Ziv páros készített.
Az idők folyamán többen készítettek ennek az eljárásnak az alapján tömörítő algoritmusokat, mint például a James Storer és Thomas Szymanski nevéhez fűződő LZSS, a Terry Welch által bemutatott LZW és az Igor Pavlov jegyezte LZMA algoritmus.

## Az algoritmus működése
Az LZ88 algoritmus alapja, hogy folyamatosan egy szótár táblát épít fel, melybe mindig belehelyezi az aktuális byte-csoportokat. Ha egy olyan byte-csoportot talál, mely már szerepel a sztringtáblában, akkor a táblában elfoglalt helye kerül letárolásra. Az LZ78-on alapuló algoritmusok csak a tábla kezelésében és tárolásában különböznek.